# Kurt Seligmann
Pour les articles homonymes, voir Seligmann.
Kurt Seligmann né à Bâle le 20 juillet 1900 et mort le 2 janvier 1962 à Sugar Loaf (en) (comté d'Orange dans l'État de New York) est un écrivain, peintre et graveur helvético-américain.
Il fait partie du mouvement surréaliste.

## Biographie
Malgré les réticences de sa famille, Kurt Seligmann persiste dans sa vocation de peintre. Il suit des cours à l’École des beaux-arts de Genève en 1920 et se lie d’amitié avec le sculpteur Alberto Giacometti. Puis il part pour Paris où il retrouve son vieil ami Giacometti et où il étudie dans l’atelier d’André Lhote. Il sera ensuite étudiant à l’Académie des beaux-arts de Florence.
Il adhère au surréalisme en 1934 et y sera admis formellement en 1937.
Il participe à l'illustration de la revue d'art Minotaure, créée en 1933 par Albert Skira et confiée à Georges Bataille, en collaboration avec de nombreux autres peintres dont Pablo Picasso. En 1938, la photographe Denise Bellon réalise un reportage à son atelier parisien avant de signer des clichés lors de l'installation de l'exposition surréaliste.
Seligmann commence à enseigner à New York en 1939 et s'y installe définitivement.
Lors de la création du texte poétique Arcane 17, André Breton, réfugié sur le continent nord-américain depuis juillet 1941, trouvera en lui une aide précieuse dans sa recherche ésotérique : en effet, bibliophile, Kurt Seligmann lui recopiera de nombreux documents sur les thèmes du tarot, de la symbolique des nombres, ainsi que du mythe d'Isis et d'Osiris.
Il est l'auteur de Miroir de la magie écrit en 1948 et traduit en français en 1956 par Jean-Marie Daillet.
Il est naturalisé citoyen des États-Unis en 1950.
Il est l'époux d'Arlette Paraf, petite-fille de Nathan Wildenstein, célèbre négociant d'art.
Kurt Seligmann meurt le 2 janvier 1962 dans sa ferme de Sugar Loaf (en) (comté d'Orange dans l'État de New York),.

## Expositions
Vers l'âge de 18 ans, il participe à sa première exposition collective à la Kunsthalle de Bâle où il exposera régulièrement.
En 1938, pour l’Exposition internationale du surréalisme, galerie des Beaux-Arts à Paris, il présente l'ultrameuble : un tabouret-trépied formé de trois jambes de femmes surmontées d'une robe de soie et d'un coussin en forme de trèfle à quatre feuilles, « conjuguant les trois caractéristiques fondamentales du surréalisme : la surprise, l'érotisme et l'inquiétante étrangeté ».